# Xã Moffatt, Michigan
Xã Moffatt (tiếng Anh: Moffatt Township) là một xã thuộc quận Arenac, tiểu bang Michigan, Hoa Kỳ. Năm 2010, dân số của xã này là 1.184 người.